# Escudo de Artigas

Escudo de Artigas.

El Escudo de Artigas fue aprobado el 12 de julio de 1964 y su creador fue Walter F. Planke. El escudo utiliza la bandera de José Artigas. En el ángulo inferior izquierdo de dicha bandera, se ubica una vaca, símbolo de la principal riqueza del departamento. El ángulo superior derecho contiene dos emblemas de la producción agrícola del departamento: el arroz y la caña de azúcar, junto a algunas líneas onduladas que simbolizan los ríos Cuareim y Uruguay.
Sobre la mencionada bandera, aparece la imagen de un tero, pájaro simbólico que encarna el vigía y el centinela. Detrás del ave, aparece el sol de Mayo, símbolo del Pabellón Nacional y símbolo de igualdad. También aparece la palabra Artigas. El escudo es adornado con armas y herramientas utilizados por los charrúas.
- Datos: Q8777828